# Décomposition de Doob-Meyer
 (décembre 2021).
Si vous disposez d'ouvrages ou d'articles de référence ou si vous connaissez des sites web de qualité traitant du thème abordé ici, merci de compléter l'article en donnant les références utiles à sa vérifiabilité et en les liant à la section « Notes et références ».
La décomposition de Doob-Meyer permet de décomposer un processus stochastique intégrable adapté en une martingale et un processus prévisible :

Soit {\displaystyle \{X_{n}\}_{n\in \mathbb {N} }} un processus intégrable {\displaystyle \{{\mathcal {F}}_{n}\}_{n\in \mathbb {N} }}-adapté. La décomposition de Doob-Meyer est définie de la manière suivante :
{\displaystyle \forall n\in \mathbb {N} ,X_{n}=X_{0}+A_{n}+M_{n}}
- {\displaystyle A_{0},M_{0}:=0}

- {\displaystyle \forall n\geq 1,A_{n}:=\sum _{k=1}^{n}\mathbb {E} (\Delta X_{k}|{\mathcal {F}}_{k-1})}
- {\displaystyle \forall n\geq 1,M_{n}:=\sum _{k=1}^{n}(\Delta X_{k}-\mathbb {E} (\Delta X_{k}|{\mathcal {F}}_{k-1}))}

Où {\displaystyle \{M_{n}\}_{n\in \mathbb {N} }} est une {\displaystyle \{{\mathcal {F}}_{n}\}_{n\in \mathbb {N} }}-martingale et {\displaystyle \{A_{n}\}_{n\in \mathbb {N} }} est un processus {\displaystyle \{{\mathcal {F}}_{n}\}_{n\in \mathbb {N} }}-prévisible. Cette décomposition est unique.